# Scooby-Doo et la Mission d'Halloween
Série
Scooby-Doo! rencontre Courage, le chien froussard
(2021) Scooby-Doo et Krypto
(2023)
Pour plus de détails, voir Fiche technique et Distribution.
Scooby-Doo et la Mission d'Halloween (Trick or Treat Scooby-Doo!) est un vidéofilm d'animation américain réalisé par  Audie Harrison, sorti en 2022. Il s'agit du 37e long métrage de la franchise Scooby-Doo, détenue par Warner Bros..

## Synopsis
Mystères Associés est convoqué dans une station de ski du Népal attaquée par un monstre félin. L'équipe capture le monstre qui se révèle être la fille du  propriétaire voulant faire fermer la station qui doit être léguée à la nouvelle femme de son père. L'équipe analyse une moustache du costume de chat et découvre qu'il est fabriqué avec les mêmes matériaux que les costumes utilisés par les méchants dans leurs précédents mystères. Ils déterminent que les costumes ont été confectionnés par la même personne, Coco Diablo, une fabricante de costumes d'Halloween haut de gamme. Scooby-Doo et Sammy se déguisent en acheteurs potentiels, Coco leur propose de leur donner un costume s'ils tuent leur propre équipe, ils révèlent alors leur identité, Coco est attrapée et envoyée en prison. Véra est immédiatement attirée par Coco Diablo.
Une année passe et Fred, Daphné et Vera sont de plus en plus déprimés par le manque de mystères vraiment difficiles à résoudre, tandis que Sammy et Scooby ne pensent qu'à récolter des bonbons durant la nuit d'Halloween. Désespéré, Fred fait un vœu dans un puits à souhait pour avoir plus de mystères intéressants à résoudre. L'équipe participe à une kermesse locale et est attaquée par un fantôme qui ressemble à Fred et fait exploser la Mystery Machine. Ils se rendent au pénitencier de Coolsville pour interroger Coco. Le directeur est un grand admirateur de Mystères Associés, il autorise Coco Diablo à partir avec eux pour enquêter. Après avoir trouvé un indice dans les restes de leur stand de kermesse, ils font des recherches à la bibliothèque locale sur un certain Nefario. Ils y sont attaqués par cinq fantômes ressemblant aux membres de Mystères Associés mais ils s'échappent et vont interroger Trevor dans sa nouvelle boutique car Coco a déterminé que les costumes des fantômes correspondaient à son style.
Trevor révèle qu'il a envoyé des costumes au pénitencier de Coolsville. Coco brise son bracelet électronique et s'échappe. L'équipe la suit jusqu'à son usine et piège les fantômes dans la fosse aux alligators, révélant que les fantômes sont des robots en costumes. Coco avoue avoir créé les robots mais l'équipe ne la croit pas et découvre que le coupable est le directeur de la prison qui tient son chat Esteban en otage. Il avoue et est arrêté, mais en essayant d'assurer que l'équipe n'a jamais été en danger réel, il libère accidentellement tous les détenus du pénitencier. Ceux-ci s'échappent et pour les rassembler, l'équipe se déguise en criminels de leurs affaires passées. Après avoir repris les détenus, Sammy et Scooby rendent à contrecœur les bonbons que les détenus ont volés aux enfants durant Halloween mais Trevor leur donne un grand sac de bonbons tandis que Coco retourne volontairement en prison.

## Fiche technique
Sauf indication contraire, les informations mentionnées dans cette section peuvent être confirmées par la base de données cinématographiques IMDb,  présente dans la section « Liens externes ».
- Titre : Scooby-Doo et la Mission d'Halloween
- Titre original : Trick or Treat Scooby-Doo!
- Réalisation : Audie Harrison
- Scénario : Audie Harrison, Laura Pollak, Daniel McLellan
- Musique : Ryan Shore
- Montage : Robert Ehrenreich
- Production : Sam Register
- Sociétés de production : Warner Bros. Animation et Hanna-Barbera Productions
- Pays d'origine :  États-Unis
- Langue originale : anglais
- Genre : Animation, aventure et comédie horrifique
- Format : couleur - numérique - 16/9 - son stéréo
- Durée : 76 minutes
- Dates de sortie :
  - France : 4 octobre 2022
  - États-Unis : 18 octobre 2022

## Distribution

### Voix originales
Sauf indication contraire, les informations mentionnées dans cette section peuvent être confirmées par la base de données cinématographiques IMDb,  présente dans la section « Liens externes ».
- Frank Welker : Scooby-Doo / Fred Jones / Rudy / Count Nefario
- Grey DeLisle : Daphné Blake / Daisy / Musketeer #1 / Olive
- Matthew Lillard : Shaggy Rogers / Craggly / Captain Cutler
- Kate Micucci : Velma Dinkley / Helga
- Myrna Velasco : Coco Diablo
- Dee Bradley Baker : Esteban / Mr. Wickles / Cat Man
- Jeff Bennett : Charlie Humdrum / Hank
- Anthony Carrigan : Trevor Glume
- Erin Fitzgerald : Library Kid / Superhero Girl / Musketeer #2
- David Lodge : Warden Collins / Harry the Hypnotist / Mayor Dudley
- Lara Jill Miller : Prisoner Costume Teen / Superhero Boy / Musketeer #3
- Candi Milo : Alice Dovely / Dinosaur Kid / Monster Kid
- Jenelle Lynn Randall : Librarian / Superboy
- Kevin Michael Richardson : Sheriff / Henry Bascombe / 10,000 Volt Ghost

### Voix françaises
- Éric Missoffe : Sammy / Scooby-Doo / Craggly / Rudy
- Mathias Kozlowski : Fred / Nefario
- Caroline Pascal : Véra / Helga
- Céline Melloul : Daphné, Daisy
- Claire Baradat : Coco Diablo
- Jérémy Prévost : Trevor Glume
- Guillaume Bourboulon : le directeur Collins
- Frédérique Cantrel : la bibliothécaire / Olive
- Yann Guillemot : Harry
- Christophe Desmottes : M. Wickes
- Corinne Martin : les enfants
- Jean-François Aupied : l’inspecteur
- Cyprien Fiasse : le shérif

Version française
- Studio de doublage : Dubbing Brothers
- Direction artistique : Danièle Bachelet
- Adaptation : Isabelle Neyret

 Sauf indication contraire ou complémentaire, les informations mentionnées dans cette section proviennent du générique de fin de l'œuvre audiovisuelle présentée ici.

## Éditions en vidéo
Le film sort en DVD en 2022 dans la zone 2 avec audio et sous-titres en français,.